# 所さんの世田谷ベース
『所さんの世田谷ベース』（ところさんのせたがやベース、英称: SETAGAYA.A.F.BASE ）は、BSフジで2007年4月4日から毎週土曜日の22:00 - 22:55（JST）に放送されているバラエティ番組。所ジョージの冠番組。新作は隔週で放送されている。ステレオ放送、文字多重放送が実施されている。通称は「世田谷ベース」。

## 概要
所ジョージは、BSフジで初の冠番組・レギュラー番組。2007年4月4日に放送開始。2015年6月9日放送分をもって放送200回を迎えた。2017年4月5日放送分をもって10周年を迎えた。
当番組は、企画・構成・台本は一切なく、所ジョージのアドリブだけで番組が進行される。そのため、以下に記述することが当番組の主なコンセプトといえる。
- 所ジョージがモットーにしている「創意工夫」と遊び心にあふれた生活を楽しむ。
- 所ジョージ的モノの考え方、頭の中に閃いた遊びや、世の中の楽しみ方を発信する。
- 自動車、バイク、写真、おもちゃ、モデルガン、プラモデル、フィギュア、雑貨、DIY、食べ物、畑、衣服、トレンドなど、さまざまな「モノ」とともに、所ジョージ流のアイデアや、生活を面白くするヒントを紹介する。

## 出演者
- 所ジョージ

## 過去の出演者

### レギュラー
- 清水圭[1]

### ゲスト
- ビートたけし（毎週日曜日には「世田谷ベース」へ遊びに来る。たけしは「所」、所は「北野さん」と呼ぶ。）
- 芳賀文子（所の夫人。キノコの生態に詳しいため、番組内では「森野きの子先生」と呼ばれる。）
- 島田洋七
- 奥田民生
- 片山晋呉（プロゴルファー）
- 渡辺裕之
- ガダルカナル・タカ（たけし軍団）
- つまみ枝豆（同上）
- 松田翔太
- 伊東四朗
- misono
- 高橋ジョージ・三船美佳元夫妻
- 柴崎武彦（サンダンス代表取締役社長）
- なぎら健壱
- 岡本博（トイズマッコイ代表、2014年12月9日放送分「初めてのTOYS McCOY&夢を抱く若者よ、聴け」）
- 木梨憲武
- 松岡充
- 青木崇高

## 主なミニコーナー
ほーむるーむ
所が厳選した自ら開発したモノや作ったモノ、生活に役立つモノなどを1つずつ丁寧に紹介する不定期コーナー。
世田谷通信
視聴者から送られてくる自ら開発したモノや作ったモノ（作品）などを1つずつ所が紹介する不定期コーナー。サブタイトルは「皆様とのやりとり」。視聴者から送られてくるモノは「世田谷ベース」をアレンジした作品が多い。
世田谷商会
「世田谷空軍基地正式装備品」として、世田谷ベースオリジナル商品・グッズなどを次々と所が紹介していく不定期コーナー。サブタイトルは「各種イイモノ・アレコレ紹介」「いいものだけをあなたに！」。
プレゼントのコーナー
不定期で所から視聴者へあるお題が出され、所から好評価を得た作品には、レア物の賞品が視聴者へプレゼントされる。

## 様々なベース
世田谷ベース
所の自宅のある東京都世田谷区成城に、仕事場（事務所）兼遊び場としてガレージ（通称：「世田谷ベース」）が建っている。その所らしいこだわりや特徴から、この番組の収録がこの場所で常に行われている。
所が自ら耕している家庭菜園があり、知人の自動車の駐車スペースが確保されているほか、ビートたけしら所の友人たちの憩いの場にもなっている。
世田谷ベース夕張出張所
北海道夕張市にある「花畑牧場 夕張希望の丘」に、「世田谷ベース夕張出張所」として、コレクションが展示されている。入場無料。周辺には、花畑牧場の売店やカフェの他、アートギャラリーにはビートたけしが描いた絵画も展示されている。
沖縄ベース
沖縄県に42000坪（東京ドーム3個分）の広さを持つ「沖縄ベース」を所有しており、敷地内にはゴルフ練習場やプライベートビーチがある。
山中湖ベース
山梨県の道志村には「道志ベース」が、山中湖には「山中湖ベース」があり、それぞれ特徴的な建物となっている。
八王子ベース
東京都八王子市には「八王子ベース」があり、ビートたけしの為に北野別邸も建てている。
等々力ベース
ビートたけしが「世田谷ベース」をまねて建築した「等々力ベース」。たけし所有の高級外車を駐めるガレージやたけし軍団メンバーのための部屋などがある。また、世田谷ベースにあった物品の一部が運び込まれた。
BSフジで2011年1月13日から2015年9月24日まで、毎週木曜日の23:00 - 23:55（JST）に、たけしが司会を務める『たけしの等々力ベース』がレギュラー放送されていた。

## 放送時間
| 放送期間                                                  | 放送時間（JST）       | 備考             |
| --------------------------------------------------------- | --------------------- | ---------------- |
| 2007年4月4日（第1回） - 2007年9月19日（第13回）           | 水曜日 22:00 - 22:55  | 新作は隔週で放送 |
| 2007年10月7日（第14回） - 2012年4月8日（第122回）         | 日曜日 23:00 - 23:55  | 新作は隔週で放送 |
| 2012年4月15日（第123回） - 2013年9月29日（第158回）       | 日曜日 22:00 - 22:55  | 新作は隔週で放送 |
| 2013年10月1日（第159回） - 2019年3月26日（第263回再放送） | 火曜日 23:00 - 23:55  | 新作は隔週で放送 |
| 2019年4月6日（第291回） - 2022年4月2日（第347回再放送）   | 土曜日 23:30 - 翌0:25 | 新作は隔週で放送 |
| 2022年4月9日（第363回） - 10月1日（第363回再放送）        | 土曜日 23:00 - 23:55  | 新作は隔週で放送 |
| 2022年10月8日（第375回） -                                | 土曜日 22:00 - 22:55  | 新作は隔週で放送 |

## 再放送
| 放送期間                  | 放送時間（JST）                                       | 備考      |
| ------------------------- | ----------------------------------------------------- | --------- |
| 2007年4月 - 2010年3月     | 土曜日 19:00 - 19:55 金曜日 0:00 - 0:55（木曜日深夜） | 週2回放送 |
| 2010年10月 - 2011年4月1日 | 木曜日 2:00 - 2:55（水曜日深夜）                      |           |

## スタッフ
- 企画：所ジョージ
- 撮影（カメラ）：成田伸二、松本良
- VE（ビデオエンジニア）：岸直隆
- 編集：増田直人
- MA（マルチオーディオ）：八嶋未菜
- 音効：今野直秀
- 演出：藤本良雄
- 広報：渡辺裕予（BSフジ）
- プロデューサー：田平秀雄（BSフジ）、山本三四郎（JUMP）
- 協力：コンドル、すたじおいろは、ナイス・デー、neo
- 制作協力：JUMP、TV CLUB
- 制作：BSフジバラエティ制作センター
- 制作著作：BSフジ

### 過去のスタッフ
- 構成：堀田延
- 撮影（カメラ）：渡辺一志、北原学、新垣真哉、鶴見昌彦、梶達也
- VE（ビデオエンジニア）：高橋誠、大西寛
- 編集：山田彩子、戻来彩子
- MA（マルチオーディオ）：阿世知貴彦、紺野路子、坪井翔太
- 音効：鈴木信行
- 演出補：小梶ゆか子
- 制作進行：久野真照
- AP（アシスタントプロデューサー）：磯貝美佐子
- 協力：ザ・チューブ

## 関連商品(DVD)
※全て発売元・販売元はポニーキャニオン。

### 所さんの世田谷ベース
- 『所さんの世田谷ベース』 2007年12月19日発売 PCBP-61604（3枚組）
- 『所さんの世田谷ベースII』 2008年7月16日発売 PCBP-61605（3枚組）
- 『所さんの世田谷ベースIII』 2009年3月18日発売 PCBP-61606（3枚組）
- 『所さんの世田谷ベースIV』 2010年3月15日発売 PCBP-61607（3枚組）
- 『所さんの世田谷ベースV』 2010年3月16日発売 PCBP-61608（3枚組）
- 『所さんの世田谷ベースVI』 2011年11月16日発売 PCBP-61609（3枚組）
- 『所さんの世田谷ベースVII』 2012年8月15日発売 PCBP-61610（3枚組）
- 『所さんの世田谷ベースVIII』 2013年3月6日発売 PCBP-61611（3枚組）
- 『所さんの世田谷ベースIX』 2014年2月19日発売 PCBP-61612（3枚組）

### 所さんの沖縄ベース
- 『所さんの沖縄ベース』 2009年8月19日発売 PCBP-51705（2枚組）

### 所さんのスネークモータース
- 『所さんのスネークモータース コブラ・ブロンコ編』 2010年11月17日発売 PCBP-52101（2枚組）
- 『所さんのスネークモータースII コルベット・F-150編』 2011年5月18日発売 PCBP-52102（2枚組）
- 『所さんのスネークモータースIII スカイラインS54B・フォードラットスタイル編』 2012年2月15日発売 PCBP-52103（2枚組）